# Cakrasamvara

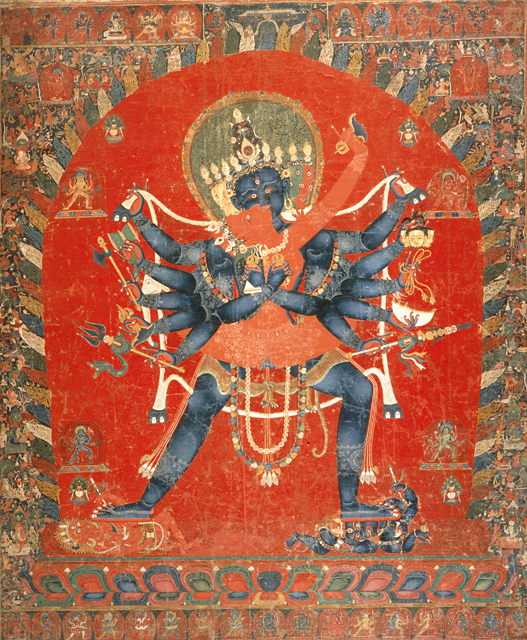
Cakrasaṃvara avec Vajravārāhī

Cakrasaṃvara ou Korlo Demchog (en tibétain : འཁོར་ལོ་བདེ་མཆོག་, Wylie : ’khor lo bde mchog) est le yidam principal et heruka (déité courroucée) de l'école Kagyüpa du bouddhisme tibétain.
Sa pratique appartient à la classe des tantra-mères de l'Anuttara Yoga Tantra, habituellement réservée à un encadrement par un guide spirituel.
Cakrasaṃvara est décrit typiquement avec un corps bleu, 4 visages et 12 bras, embrassant sa partenaire Vajra Varahi. Il existe également des formes avec de nombreuses jambes. Cakrasaṃvara et sa partenaire ne sont pas considérées comme deux entités distinctes, comme un mari et une épouse ; en réalité, leur union sacrée est une métaphore pour l'union du vide et de la  sagesse qui est une même essence.